# Sascha Brendler
Sascha Brendler (* 31. März 1974 in Schwyz) ist ein ehemaliger Schweizer Unihockeytrainer.

## Karriere
Brendler begann seine Trainerkarriere 1995 auf dem Kleinfeld als Trainer der zweiten Mannschaft des UHC Black Rebels Rothenthurm in der 4. Liga. Im November 1997 übernahm er nach einem Trainerausfall die Erste Mannschaft in der 3. Liga, die zu diesem Zeitpunkt bereits im Viertelfinal des Schweizer Ligacup stehende Mannschaft gewann den Titel schlussendlich auch. Nach der Fusion von Rothenthurm und anderen Vereinen zu den Vipers Innerschwyz übernahm er 2000 bis 2002 das neu gegründete Grossfeldteam in der 2. Liga und führte es in deren erster Saison in die 1. Liga. Nachdem es zum Bruch kam mit der 1. Mannschaft der Herren trainierte Brendler die Frauen des Vereins, die in der 2. Liga spielten.
Nachher zog es Brendler nach Winterthur in die Nationalliga A als Coach des HC Rychenberg Winterthur, wofür er seine Kaderstelle als Verkaufsleiter kündigte. Kurz nach der Trainerstelle beim HCR übernahm er auch eine Assistenzstelle bei der tschechischen Nationalmannschaft, mit der er an der Unihockey-Weltmeisterschaft 2004 Silber holte, die erste von zwei Medaillen an Weltmeisterschaften in der Geschichte des tschechischen Unihockeys. Nach dem Erfolg mit Tschechien wurde er nach der Weltmeisterschaft zusammen mit Peter Düggeli Trainer der Schweizer Unihockeyauswahl. 2005 beendete Brendler seinen Job als Trainer des HCR, um ein Jahr später für die Saison 2006/2007 in Winterthur als Sportchef zu arbeiten. In dieser Funktion übernahm er auch interimistisch nochmals kurz das Amt des Trainers. 2007 endete auch seine Zusammenarbeit mit der Schweizer Nationalmannschaft, mit der er an der WM 2006 den dritten Platz holte.
Nach einer berufsbedingten Pause 2008/2009 kehrte der Schwyzer zurück zu den Vipers Innerschwyz und übernahm bei ihnen erneut das Erstliga-Team der Herren, bei denen er bis 2012 blieb – zuletzt in der Funktion als Assistenztrainer.
Im Februar 2012 wurde das Engagement des bisher fast ausschliesslich im Herrenunihockey tätigen Brendler bei der Schweizer Frauenunihockeynationalmannschaft bekannt. In dieser Funktion holte er zusammen mit der Nationalmannschaft Bronze an den Weltmeisterschaften 2013 und 2015. Danach beendete er seine Karriere als Unihockeytrainer. Sein Nachfolger in der Damennationalmannschaft wurde im Februar 2016 Rolf Kern.
Im Januar 2016 wurde bekanntgegeben, dass Brendler – auch auf Wunsch der Trainerin Simone Berner – offiziell per 1. Mai 2016 das Amt des Sportchef des UHC Dietlikon übernimmt. Als Ziel seiner Tätigkeit in Dietikon gab er bekannt, dass er mit dem Verein an die Ligaspitze wolle, «der zweite Platz reicht nicht». Ein Ziel, das die Zürcher Unterländer 2017 und 2019 mit dem zweimaligen Gewinn des Doubles mehr als erreichten. Zwischen November 2019 und März 2020 gab er als Interimstrainer nochmals ein Comeback als Interimstrainer der Kloten-Bülach Jets, kehrte jedoch danach wieder auf die Position des Sportchefs zurück.